# Tharyx multibranchiis
Tharyx multibranchiis är en ringmaskart som först beskrevs av Grube 1863.  I den svenska databasen Dyntaxa används istället namnet Aphelochaeta multibranchis. Enligt Catalogue of Life ingår Tharyx multibranchiis i släktet Tharyx och familjen Cirratulidae, men enligt Dyntaxa är tillhörigheten istället släktet Aphelochaeta och familjen Cirratulidae. Arten är reproducerande i Sverige. Inga underarter finns listade i Catalogue of Life.